# 올림픽 몬테네그로 선수단
올림픽 몬테네그로 선수단은 몬테네그로를 대표하여 올림픽에 참가하는 선수단이다. 몬테네그로는 2008년 베이징 올림픽에서 독립 국가로서 처음으로 올림픽에 참가했다. 이전에 몬테네그로 선수들은 2004년에는 세르비아와 몬테네그로의 일부로, 그 이전에는 유고슬라비아의 일부로 참가했다.
몬테네그로 국가 올림픽 위원회는 몬테네그로 올림픽 위원회이다. 2006년에 창설되었으며 2007년에 국제 올림픽 위원회의 승인을 받았다.

## 참고 자료
- (영어) “몬테네그로”. SR/Olympic Sports. 2009년 2월 19일에 원본 문서에서 보존된 문서. 2011년 10월 30일에 확인함.